# Anisosticta bitriangularis
Anisosticta bitriangularis – gatunek chrząszcza z rodziny biedronkowatych.

## Taksonomia
Gatunek ten opisany został po raz pierwszy w 1824 roku przez Thomasa Saya pod nazwą Coccinella bitriangularis. Jako miejsce typowe wskazano Terytoria Północno-Zachodnie. Epitet gatunkowy oznacza po łacinie „dwutrójkątny” i nawiązuje do dwóch trójkątnych grup plamek na przedpleczu holotypu. Do rodzaju Anisosticta przeniósł go w 1899 roku Thomas Lincoln Casey.

## Morfologia
Chrząszcz o wydłużonym, grzbietobrzusznie przypłaszczonym ciele długości od 3 do 4 mm i szerokości od 1,9 do 2,4 mm. Głowa jest czarno-żółta, zaopatrzona w nadustek o krawędzi wierzchołkowej ściętej i wierzchołkowych kątach wystających ku przodowi. Przedplecze jest żółte z czarnymi plamkami, u populacji z północy zasięgu pozlewanymi w parę dużych plam. Pokrywy mają żółte tło z czarnymi kropkami, które u bardziej północnych populacji zlewają się coraz bardziej, aż wreszcie u form skrajnie północnych tworzą trzy podłużne przepaski. Epimeryty śródtułowia i zatułowia mają jasne ubarwienie. Brzegi boczne odwłoka również są jasne. Odnóża mają po jednej ostrodze na goleni i niezmodyfikowane pazurki stóp.

## Ekologia i występowanie
Owady te zasiedlają miejsca podmokłe i wilgotne, w tym mokradła, torfowiska i tajgę.
Gatunek nearktyczny, rozprzestrzeniony od Alaski, Jukonu, Kolumbii Brytyjskiej, Waszyngtonu, Oregonu i północnej Kalifornii przez Terytoria Północno-Zachodnie, Albertę, Montanę, Idaho, północ Nevady i Utah, Saskatchewan, Wyoming, północne Kolorado, Manitobę, Dakotę Północną, Dakotę Południową, Nebraskę, północne Kansas, Ontario, Minnesotę, Iowę, Missouri, Michigan, Wisconsin, Illinois, Ohio, Indianę i Kentucky po Quebec, Nową Fundlandię i Labrador, Nowy Brunszwik, Wyspy Księcia Edwarda, Maine, Vermont, New Hampshire, Massachusetts, Nowy Jork, Connecticut, Pensylwanię i New Jersey.